# Soraya Rodríguez
María Soraya Rodríguez Ramos (ur. 1 grudnia 1963 w Valladolid) – hiszpańska polityk, prawniczka i urzędniczka, deputowana do Parlamentu Europejskiego V i IX kadencji, posłanka do Kongresu Deputowanych.

## Życiorys
Ukończyła w 1987 studia prawnicze na Uniwersytecie w Valladolid. Specjalizowała się w zakresie prawa wspólnotowego, podjęła także studia doktoranckie w zakresie prawa karnego. Pracowała jako urzędnik służby cywilnej i wykładowca akademicki. Od 1994 do 1997 pełniła funkcję dyrektora miejskiego centrum informacyjnego ds. praw kobiet. Zaangażowała się w działalność Hiszpańskiej Socjalistycznej Partii Robotniczej, obejmowała różne stanowiska we władzach tego ugrupowania.
W wyborach w 1999 z ramienia PSOE uzyskała mandat posłanki do Parlamentu Europejskiego V kadencji. Była członkinią grupy socjalistycznej. Pracowała m.in. w Komisji Rolnictwa i Rozwoju Obszarów Wiejskich (od 2002 jako jej wiceprzewodnicząca). W PE zasiadała do 2004.
Z PE odeszła na kilka miesięcy przed końcem kadencji w związku z wyborem do Kongresu Deputowanych, niższej izby Kortezów Generalnych, na VIII kadencję. W 2008 objęła stanowisko sekretarza stanu ds. współpracy międzynarodowej w hiszpańskim rządzie. W 2008, 2011, 2015 i 2016 uzyskiwała reelekcję w wyborach krajowych na kolejne kadencje.
W 2019 zrezygnowała z członkostwa w PSOE, związała się następnie z partią Obywatele. W tym samym roku z jej listy uzyskała mandat eurodeputowanej IX kadencji.